# Aplochiton marinus
Aplochiton marinus е вид лъчеперка от семейство Galaxiidae.

## Разпространение
Видът е разпространен в Чили.